# Тимірязєвський (район Москви)
Тиміря́зєвський (рос. Тимирязевский) — адміністративний район в Москві, входить до складу Північного адміністративного округу. Населення станом на 1 січня 2017 року 59073 чол., площа 10,43[ км²
Район утворено 5 липня 1995 року.

На території району розташовані станції метро  Петровсько-Разумовська,  Тимірязєвська.